# Montana Moon
Pour plus de détails, voir Fiche technique et Distribution.
Montana Moon est un film américain réalisé par Malcolm St. Clair, sorti en 1930.

## Fiche technique
- Titre original : Montana Moon
- Réalisation : Malcolm St. Clair
- Scénario : Frank Butler et Sylvia Thalberg d'après une histoire de Frank Butler et Sylvia Thalberg
- Dialogues : Joseph Farnham
- Production : Malcolm St. Clair
- Société de production et de distribution : Metro-Goldwyn-Mayer
- Photographie : William H. Daniels
- Montage : Carl Pierson et Leslie F. Wilder (non crédité)
- Direction artistique : Cedric Gibbons
- Costumes : Adrian
- Pays de production : États-Unis
- Langue : Anglais
- Format : Noir et blanc - Son : Mono (Western Electric Sound System)
- Genre : Western
- Durée : 89 minutes
- Date de sortie :
  - États-Unis :20 mars 1930

## Distribution
- Joan Crawford : Joan 'Montana' Prescott
- Johnny Mack Brown : Larry Kerrigan (comme John Mack Brown)
- Dorothy Sebastian : Elizabeth 'Lizzie' Prescott
- Benny Rubin : Bloom, le docteur
- Cliff Edwards : Froggy
- Ricardo Cortez : Jeffrey 'Jeff' Pelham
- Karl Dane : Hank
- Lloyd Ingraham : M. John Prescott
- Claudia Dell : l'amie de Froggy